# 張名藩
張名藩（1547年—？），字价甫，號鎮東，山東登州府黃縣人，軍籍，明朝政治人物、進士出身。

## 生平
萬曆元年（1573年）癸酉科山東鄉試第三十六名，會試第二百六十八名，萬曆二年（1574年）登甲戌科進士第三甲第一百八十八名。官南京工部员外郎。

## 家族
曾祖父張倫，曾任兵部郎中；祖父張評；父張承烈。母林氏。具庆下。